# FairUse4WM
FairUse4WM er et freeware program, udviklet af crackeren Viodentia, der kan fjerne koden på Windows Media-filer, som er forsynet med DRM-spærring, (Digital Rights Management).
Ved køb af lovlige WMA-musikfiler med DRM-kopispærring er det ikke muligt at afspille dem lovligt på alle musikafspillere.
Med FairUse programmet er det muligt at fjerne DRM fra WMA-filerne, uden tab af lydkvalitet.
FairUse4WM anses som værende erstattet af FreeMe2 Arkiveret 1. december 2008 hos  Wayback Machine. (se goldcoaster.wordpress.com Arkiveret 3. april 2008 hos  Wayback Machine)

## Ekstern henvisning
- Artikel PC World, 29. august 2006 Arkiveret 10. marts 2007 hos  Wayback Machine